# Морковь посевная
Морковь посевная (лат. Daucus carota subsp. sativus) — двулетнее растение, овощная культура, подвид вида морковь дикая. Обычно в быту под словом «морковь» подразумевается широко распространённый корнеплод именно этого растения, который считается овощем.

## Биологическое описание
Двулетнее травянистое растение с мясистым корнеплодом и многократно перисто-рассечёнными листьями.
Соцветие — 10—15-лучевой сложный зонтик, лучи шероховато-опушённые, распростёртые во время цветения. Цветки с мелкими зубчиками чашечки и белыми, красноватыми или желтоватыми лепестками.
Плоды — мелкие, эллиптические двусемянки длиной 3—5 мм.

## Культивирование

### Исторические сведения
Культивируется на протяжении четырёх тысяч лет, в настоящее время выведено множество разновидностей и культиваров (сортов) этого вида.
Предположительно, морковь впервые ввели в культуру в Афганистане, где до сих пор произрастает больше всего видов рода морковь. Является подвидом вида дикая морковь, культурные сорта были выведены из неё путём селекции.

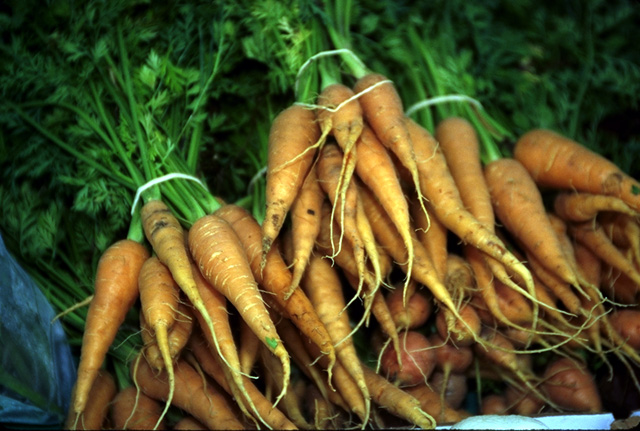
Морковь на продажу

Древние греки и римляне широко культивировали морковь, называя её «даукус» и «кароте», эти слова стали позднее её ботаническим названием, также «боркан» (др.-греч. βράκανα, прусск. Búrkan, лит. burkūnas, латыш. bur̃kãns, эст. pórgand, фин. pórkkana).
Первоначально морковь выращивали не ради корнеплода, а ради ароматных листьев и семян. Первое упоминание об употреблении корня моркови в пищу встречается в античных источниках в I веке н. э. Современная морковь была завезена в Европу в X—XIII веках; Ибн-аль-Авам из Андалусии описывал красные и жёлтые сорта моркови. Византийский врач Симеон Сит (XI век) упоминает те же самые цвета. Морковь описывается и в «Домострое», памятнике русской назидательной литературы XVI века. Оранжевая морковь была выведена голландскими селекционерами в XVII веке. До XVII века морковь преимущественно имела фиолетовый, жёлтый и белый цвет. Она выращивалась в Афганистане и Персии.
В XVII европейцы использовали морковную зелень при варке супов, на морковном соке готовили мусс, обжаренные корнеплоды моркови шли на приготовление так называемого солдатского кофе, который в немецких деревнях по традиции употребляют до сих пор.
У кривичей, населявших Древнюю Русь, существовал обычай класть морковь возле умерших, которых помещали в лодки, а затем сжигали. Сожжённая вместе с покойником морковь должна была служить ему пищей на том свете.

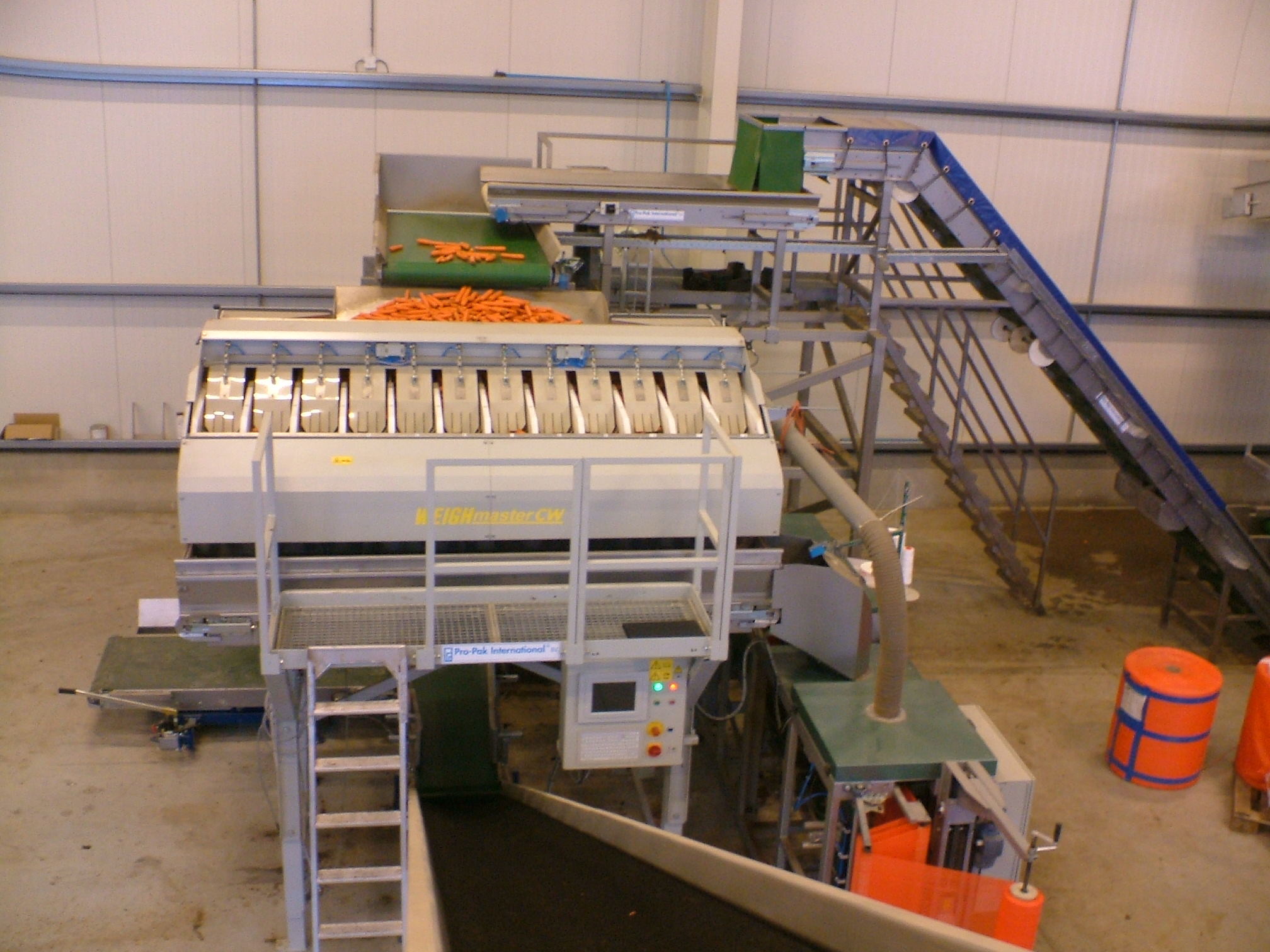
Машины взвешивания и упаковки моркови в Нидерландах

Ранее культивируемую морковь нередко рассматривали как отдельный вид Daucus sativus (Hoffm.) Röhl. (морковь культурная, или морковь посевная), в русскоязычной литературе такой подход преобладает до настоящего времени. В современной англоязычной литературе и международных базах данных культивируемую морковь обычно рассматривают как подвид моркови дикой: Daucus carota subsp. sativus (Hoffm.) Arcang.

### Мировое производство

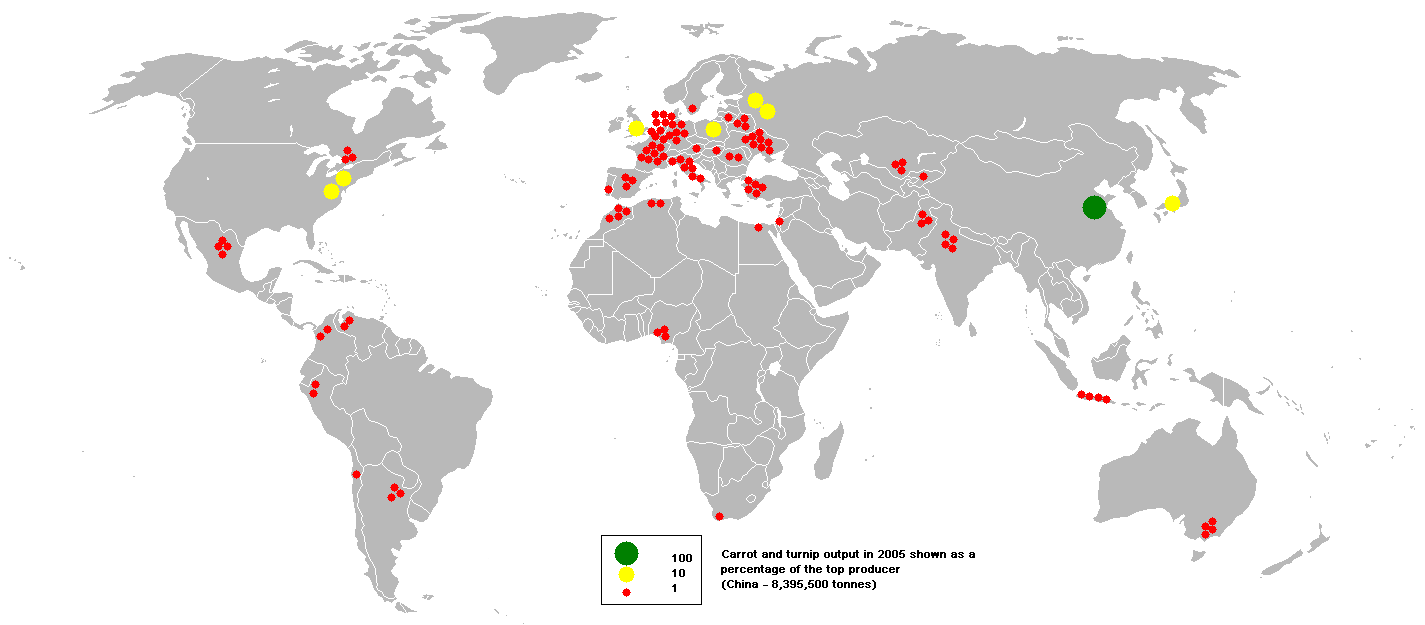
Производство моркови и турнепса в 2005. Зелёным отмечен крупнейший производитель — Китай; жёлтым — другие крупные производители; красным — небольшие производители

Морковь входит в десятку самых экономически важных овощных культур в мире. В 2011 году согласно Продовольственной и сельскохозяйственная организации ООН, во всём мире для потребления человеком было произведено 35,658 млн тонн моркови и репы на общей площади 1184000 га (2926000 акров). Китай произвел 16,233 млн тонн, что составляет 45,5 % от мирового производства, затем Россия (1,735 млн тонн), США (1,342), Узбекистан (1,222), Польша (0,887), Украина (0,864), а также Великобритания (0,694).
В Азии произведено около 61 %, в Европе 24,2 % и Америке (Северной, Центральной и Южной Америках и Карибском бассейне) — 9,7 %, в Африке — менее 4 %. Мировое производство увеличилось с 21,4 млн тонн в 2000 году, 13,7 млн тонн в 1990 году, 10,4 млн тонн в 1980 году и 7,850 тонн в 1970 году. Темпы роста мирового производства моркови были больше, чем темпы роста населения земного шара, и больше, чем общее увеличение мирового растительного производства. Европа была традиционно основным центром производства, но опережена Азией в 1997 году.

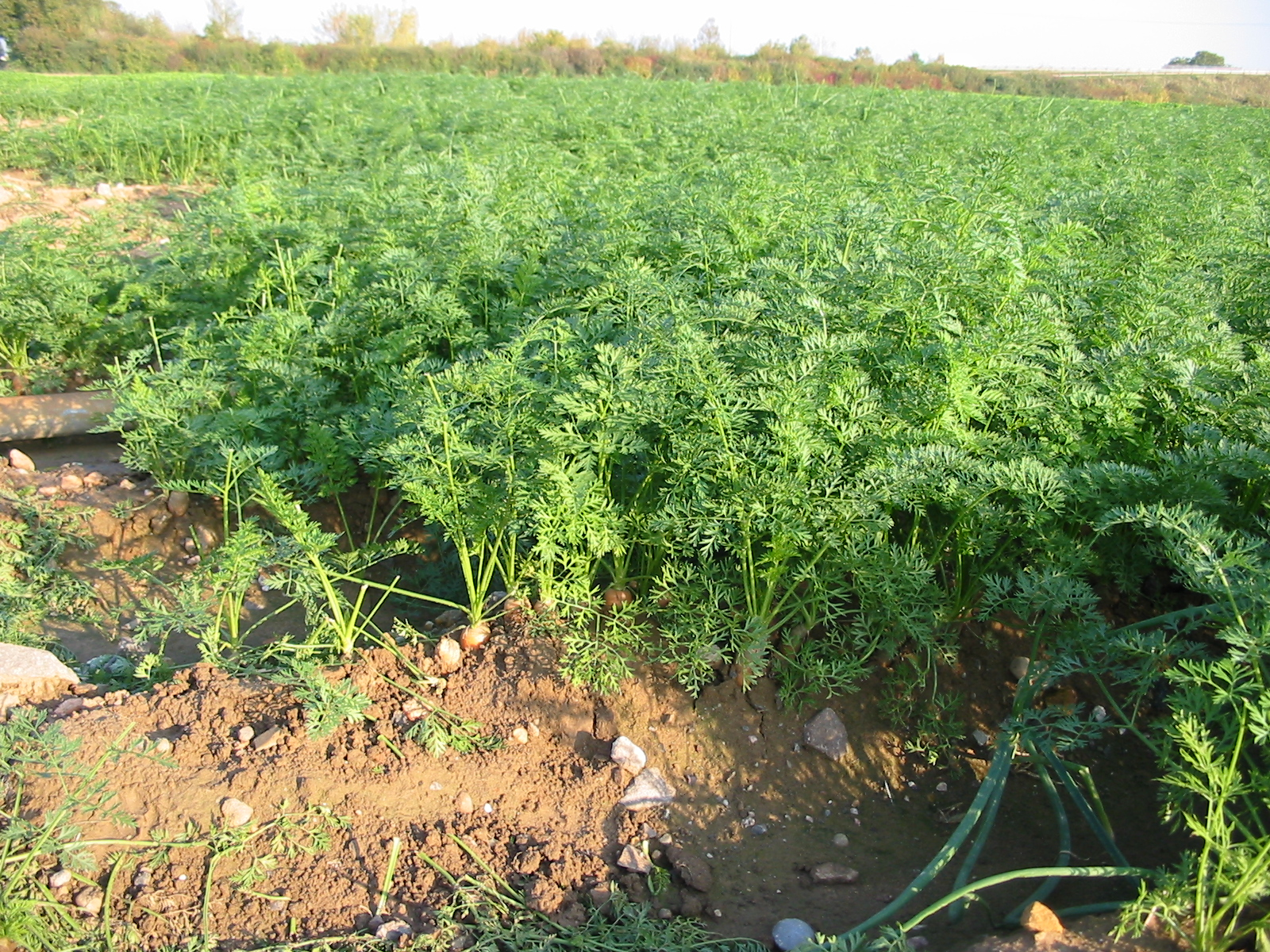
Морковное поле

### Сорта моркови и характеристики
Рост мирового производства является в значительной степени результатом увеличения производственных площадей, а не средней урожайности. Скромные улучшения урожайности можно отнести к оптимизации методов ведения сельского хозяйства, развитию лучших сортов (в том числе гибридов) и повышению механизации.

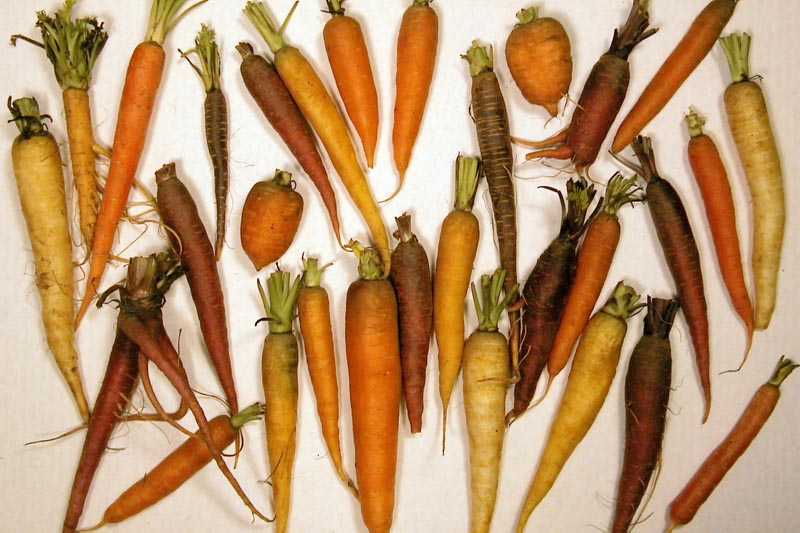
Разнообразие сортов моркови

В российский Государственный реестр селекционных достижений, допущенных к использованию в 2021 году, включено 355 сортов моркови, из них 18 новых и 50 охраняемых.
Морковь имеет весьма высокую урожайность в 20—80 т/га, сравнимую с картофелем.
Морковь можно хранить в течение нескольких месяцев в холодильнике или в течение зимы во влажном прохладном месте. Для длительного хранения немытую морковь можно поместить в ведро между слоями песка, смеси 50/50 песка и древесной стружки или в почве. Рекомендуемый диапазон температур (0—5)°С.

## Применение

### Применение в кулинарии
Корни и плоды дикой и культурной моркови могут быть использованы как пряность. Плоды, обладающие жгучим пряным вкусом, употребляют как приправу к кушаньям, используют в маринадах, ликёро-наливочном производстве. Испытаны и одобрены в качестве пряности при обработке рыбы. Плоды могут найти применение в консервной промышленности.
Корнеплоды культурной моркови используют в пищу в сыром и варёном виде для приготовления первых и вторых блюд, пирогов, цукатов, маринадов, консервов, детских пюре и др. Из моркови получают морковный сок и каротин.
У современных немецких и французских крестьян древний обычай хранить медовую морковь (так лучше сохраняются все полезные вещества) на случай болезни превратился в традиционное приготовление для каждого члена семьи одной такой моркови, подаваемой к столу как новогодний десерт: в наступающем году она якобы обеспечит хорошее здоровье.
Ботва моркови содержит много витамина C: в 100 г листьев его 70 мг, в корнеплоде его не более 5 мг на 100 г. Для сохранения витамина C в корнеплоде рекомендуется варить морковь неочищенной и целиком, а после варки удалить кожицу.

### Применение в медицине

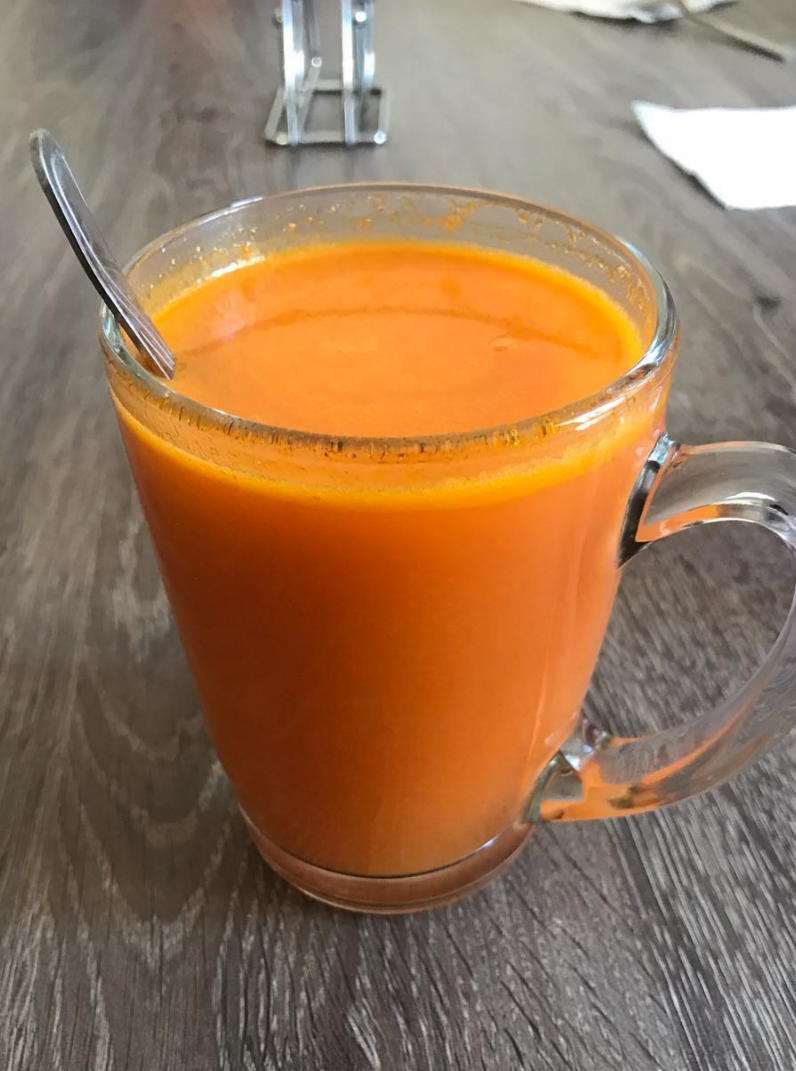
Морковный сок

В моркови содержатся витамины PP, A, B1, B2, B5, B6, B9, C, E, H и K, марганец, кальций, магний, натрий, калий, фосфор. Овощ не калорийный — всего 35 килокалорий на 100 граммов.
По содержанию каротина морковь уступает из овощей лишь сладкому перцу. Морковь и морковный сок назначают больным с гипо- и авитаминозом А. Экспериментально установлено, что морковь активизирует внутриклеточные окислительно-восстановительные процессы, регулирует углеводный обмен, обладает антисептическим, противовоспалительным, обезболивающим и ранозаживляющим свойствами. Лечение морковным соком рекомендуют при заболеваниях, связанных с нарушением минерального обмена (жёлчнокаменная болезнь, метаболические полиартриты), показано употребление морковного сока в первые дни после инфаркта миокарда, а также для беременных женщин, кормящих матерей, детей. Свежий морковный сок используется также при анемии, гипоацидных гастритах. Однако свежая морковь и морковный сок противопоказаны при обострении язвенной болезни и энтеритах.
Морковь показана при заболеваниях конъюнктивы и роговицы глаза, нарушениях минерального обмена, полиартритах, остеохондрозе, мочекаменной и жёлчнокаменной болезнях. Тем не менее, непосредственно на улучшение зрения морковь повлиять не может. Содержание многих важных для здоровья глаз микроэлементов в ней слишком незначительно.
Морковь обладает мягкими слабительными и мочегонными свойствами, поэтому её употребляют при заболеваниях желудочно-кишечного тракта и почек.
Из семян моркови получали препарат «Даукарин», представлявший собой сумму флавоноидов, который обладал спазмолитическим, сосудорасширяющим действием на коронарные и периферические сосуды, расслаблял гладкую мускулатуру, оказывал успокаивающее действие на центральную нервную систему. Даукарин применяли при хронической коронарной недостаточности, проявляющейся болями в области сердца и за грудиной в покое или после физического напряжения.
В народной медицине морковь дикая применяется как противоглистное и слабительное средство, а также для выведения из организма радиоактивных веществ.
Советский учёный Борис Токин, занимаясь исследованием фитонцидов, доказал, что морковь является рекордсменом по содержанию веществ, губительно влияющих на микробы. Уступает по содержанию фитонцидов морковь только лишь луку и чесноку. Кроме того морковь является источником природных C17-полиацетиленов, таких как изофалкаринтриол, которые предположительно снижают риск онкологии и замедляют старение.